# Ulica Gródecka we Lwowie
Ulica Gródecka  (ukr. Городо́цька) – ulica we Lwowie, w rejonach: kolejowym, halickim i frankowskim. Najdłuższa z przelotowych ulic Lwowa. 

## Historia
W 1964 roku pod tą nazwą połączono trzy odcinki. Pierwszy, od placu Targowego do kościoła św. Anny, nazywał się ulicą Św. Anny (w latach 1871–1944 ul. Kazimierzowska). Drugi odcinek, od kościoła św. Anny do obecnej ul. Boberskiego (przed 1946 r., ul. Tatar-Trześniowskiego), nazywał się ulicą Gródecką (Grodeker-gasse), ponieważ prowadził w kierunku Gródka Jagiellońskiego. Trzeci do 1933 roku był oddzielną ulicą i nazywał się Bogdanówka, od nazwy wsi przez którą przechodził.

## Ważniejsze budynki
- Brygidki (więzienie)
- Kościół św. Anny i klasztor Augustianów we Lwowie pod nr 32
- Prywatne gimnazjum im. Juliusza Słowackiego (istniejące do 1939 r.) pod nr 38
- Lwowski Cyrk Państwowy[2]